# Bredängsparken

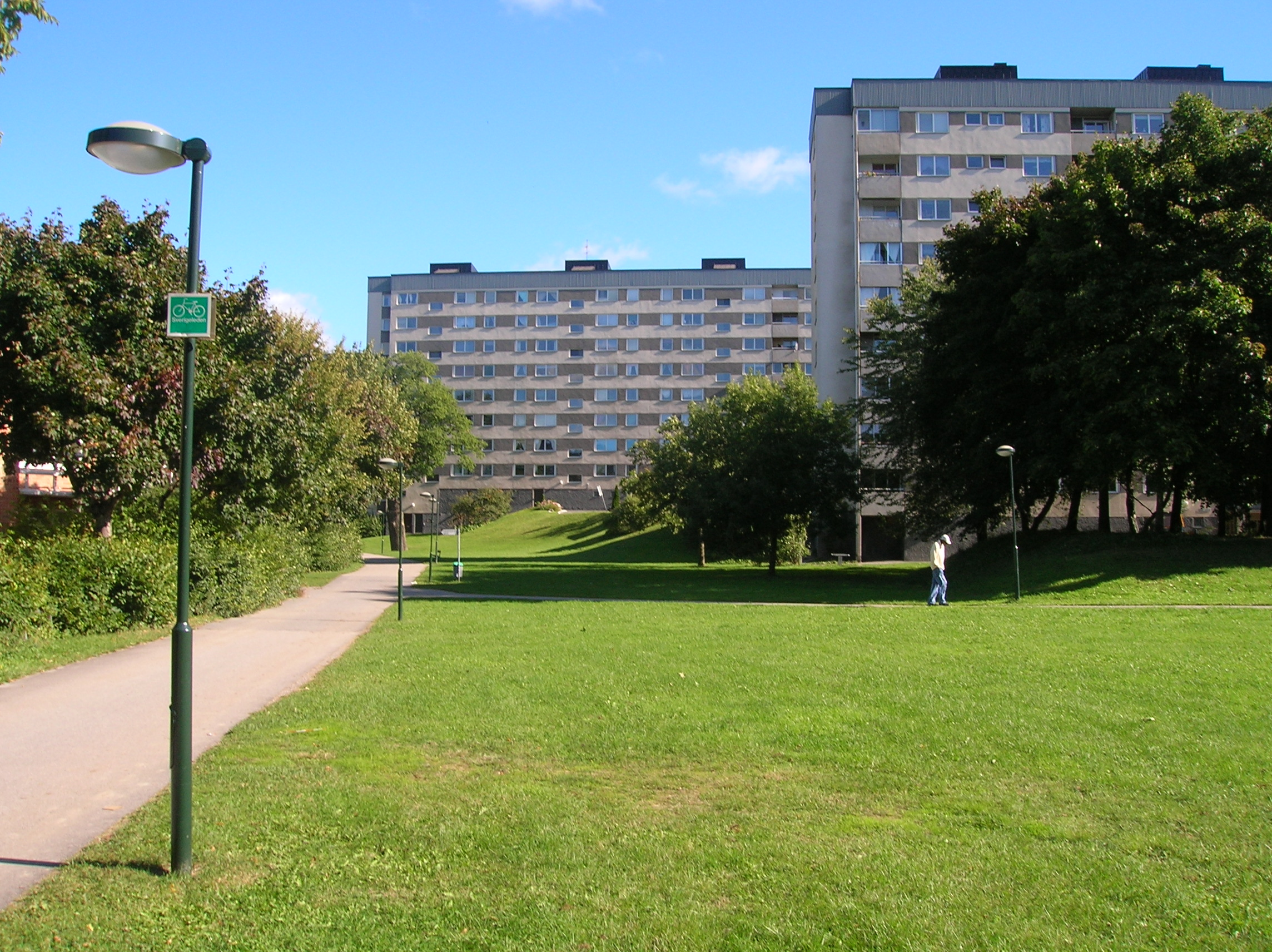
Bredängsparken 2005. Bostadshus från 1964, ritade av Carl-Evin Sandberg.

Bredängsparken är en park i stadsdelen Bredäng i Stockholms kommun. Den ligger i anslutning till Bredängs centrum, och är en av stadsdelsområdets största parker. 
I parken har det införts alkoholförbud, eftersom det tidigare varit stökigt på platsen.